# Serra d'en Gel
La Serra d'en Gel és una serra situada al municipi de Dosrius a la comarca del Maresme, amb una elevació màxima de 349 metres.